# Ментат
Ментат (англ. Mentat) — вигадана професія із всесвіту Дюни, люди з аналітичними та пізнавальними здібностями рівня комп'ютерів. Професія ментатів з'явилася після Батлеріанського джихаду, щоб замінити комп'ютери після їхньої заборони. Навички ментата можуть бути як власне професією, так і однією з дисциплін на додаток до інших параметрів навчання.

## Використання ментатів
Крім своєї основної «функції живих калькуляторів» їх також використовують як радників та воєначальників багато імператорів та лідерів Домів. Через їхню здатність проводити в думці швидкий та ефективний аналіз будь-яких обсягів даних і на підставі цього формулювати короткі та ефективні поради.

## Загальне уявлення
Ментати з'явилися у світі, що описується в романах Герберта, після Батлеріанського джихаду — війни проти штучного інтелекту, за результатами якої у всьому всесвіті було офіційно заборонено створювати «мислездатні машини». Ментати були створені для виконання тих функцій, які раніше доручалися комп'ютерам. Однак ментати — це не просто живі калькулятори. Вони також здатні здійснювати подумки швидкий та ефективний аналіз будь-яких обсягів даних і на підставі цього формулювати короткі та ефективні поради. До їхньої допомоги часто вдаються імператори та лідери Домів (з питань управління своїми володіннями), а також воєначальники (для вирішення стратегічних завдань).
Навички ментата можуть бути як власне професією, так і однією з дисциплін на додаток до інших параметрів навчання. Наприклад, ґхола Дункана Айдахо був навчений як ментат і філософ дзенсуннітів, а потім також став головним зброярем палацу при Муад'Дібі і навіть одружився з його сестрою — Алією Атрід — у період її правління. Проте найчастіше, через високі аналітичні здібності, додатковою професією ментатів є розвідка та контррозвідка, що видно на прикладі Суфіра Хавата — у його віданні були запобігання замахам на членів та вбивства противників Дому Атрідів.
Айдахо є прикладом модифікованого ментата, створеного вченими Бене Тлейлаксу. Ще одне їхнє творіння — особистий радник барона Владіміра Харконнена Пітер де Вріє, який, крім усього іншого, був садистом і катував ув'язнених за дорученням барона. За допомогою соку сафо здатність ментата може бути значно збільшена на нетривалий час. При його вживанні на губах у ментата з'являються плями — єдина зовнішня ознака цього ефекту.